# Colomano Asen II da Bulgária
Colomano Asen II (em búlgaro:  Калиман Асен II) foi o imperador da Bulgária por um breve período em 1256. Não se sabe quando ele nasceu.

## História
Colomano Asen II era filho do sebastocrator Alexandre, o irmão mais novo de João Asen II, com uma esposa desconhecida. As tentativas de identificá-la como uma princesa sérvia são baseadas numa identificação errônea do próprio Colomano como sendo o sebastocrator Joanitzes, que ainda estava vivo em 1258-1259.
Em 1256, Colomano Asen assassinou seu primo Miguel Asen I durante uma caçada nas imediações da capital Tarnovo e usurpou-lhe o trono. No processo, ele se casou com a viúva de Miguel, uma filha de nome desconhecido de Rostislau III da Novogárdia, mas não conseguiu permanecer muito tempo no trono. Rostislau marchou de Belgrado para Tarnovo, obrigando Colomano a fugir e conseguiu resgatar a filha. Ele reivindicou para si o trono da Bulgária ao mesmo tempo que um cunhado de Miguel, Mitso Asen, tomava o trono. Em paralelo, Colomano Asen II foi assassinado depois de ter sido abandonado pelos seus aliados.